# 삼체 : 문명의 경계
《삼체 : 문명의 경계》(三体)는 2023년 방송되었던 중국의 드라마이다.

## 줄거리
- 2007년, 기초과학에 이상 현상이 생기며 세상이 공포에 휩싸인다. 나노과학자 왕먀오는 스창 경찰관에 의해 합동작전 센터로 끌려가 ‘ETO’라는 조직을 접한다. ETO와 작전센터는 서로 접전하고, 왕먀오와 스창은 점차 '삼체' 게임 속 세계가 실재함을 확신하게 된다. 모든 사건의 발단은 두 문명이 생존 공간을 위해 싸운 데서 비롯되었음을 알게 된 그들은 침략을 앞둔 삼체인들과의 결사 항전을 준비한다.

## 등장 인물
- 장루이 - 왕먀오 역
- 위허웨이 - 스창 역
- 천진 (陈瑾) - 예원제 역
- 왕즈원 - 예원제 역
- 린융젠 - 창웨이쓰 역
- 리샤오란 - 선위페이 역
- 장준닝 - 핀한 역
- 도송암 - 양웨이닝 역
- 커우전하이 - 예저타이 역
- 쿵린 - 청리화 역